# Velecvetna grašica
Velecvetna grašica, poznana tudi kot dimasta grašica (znanstveno ime Vicia grandiflora), je pogosta zelnata rastlinska vrsta iz družine metuljnic (Fabaceae). Kot domorodna vrsta se pojavlja v Evropi in Aziji, kot tujerodna pa v določenih predelih Severne Amerike.

## Etimologija
Rodovno ime v latinščini Vicia je latinski izraz za »grašico«, medtem ko se vrstni pridevek, grandiflora, nanaša na rastlinine velike cvetove in pomeni »velecvetna«.

## Taksonomija
Vrsto je v svojem delu Flora Carniolica iz leta 1772 opisal avstrijski prirodoslovec Giovanni Antonio Scopoli.
Taksonomi prepoznavajo dve podvrsti in nekaj varietet te vrste:
- V. grandiflora var. biebersteinii Griseb.
- V. grandiflora var. dissecta Boiss.
- V. grandiflora var. kitaibeliana W.D.J. Koch
- V. grandiflora var. sordida Griseb.
- V. grandiflora subsp. grandiflora
- V. grandiflora subsp. sordida Dostál

## Opis
Ta relativno pogosta enoletnica lahko doseže od 30 do 60 centimetrov višine. Navadno je pokončna in razrasla dlakava vzpenjavka. Velecvetna grašica ima premenjalno razvrščene liste, ki so pecljati in pernato sestavljeni. Lističi so okroglasti do narobejajčasti pri Vicia grandiflora subsp. grandiflora in črtalasti do suličasti, pa tudi ozkosrčasti, pri Vicia grandiflora subsp. sordida. En list ima od 6 do 14 lističev. Vsak listič se konča s priostreno konico, medtem ko vsak list zaključuje tridelna vitica.
Velecvetna grašica je entomofilna (žužkocvetna) rastlina, ki navadno cveti spomladi, v obdobju od aprila do junija. Vrsta ima značilne bilateralno simetrične metuljaste cvetove, ki sestojijo iz jadra, dveh krilc in ladjice. Venčni listi so rumeni. Po pretečenem času cvetovi izgubijo svetlo rumeno barvo in potemnijo do bledo vijoličastega odtenka. Vsak cvet meri od 2 do 3 centimetrov, pri čemer nekaj cvetov gradi socvetje. Slednje je bodisi sedeče bodisi kratkopecljato. Velecvetna grašica ima čašne liste zrasle v dolgo čašno cev, ki je občasno posejana s trihomi in se konča s koničastimi čašnimi zobci.
Suhi plod te grašice je strok, ki meri od 3 do 5 cm. Navadno strok ob zorenju postaja temnejši. Ko je plod zrel, se razpre in izpusti semena.
Laiki velecvetno grašico pogosto zamešajo s podobnimi grašicami, rumeno (Vicia lutea) in panonsko grašico (Vicia pannonica), občasno pa tudi s travniškim grahorjem (Lathyrus pratensis).

## Razširjenost in ohranjanje
Velecvetna grašica kot avtohtona vrsta raste v Evropi in nekaterih predelih Azije. Vrsto je moč najti v Armeniji, Avstriji, Belgiji, Bosni in Hercegovini, Braziliji, Bolgariji, Hrvaški, Češki, Franciji, Alžiriji, Nemčiji, Grčiji, Italiji, Madžarski, Luksemburgu, Nizozemski, Norveški, Poljski, Slovaški, Sloveniji, Švedski, Švici, Siriji, Tadžikistanu, Turčiji, Ukrajini in Veliki Britaniji. Grašico so prinesli tudi v Severno Ameriko; predvidoma kot krmno rastlino za pašno živino. V Severni Ameriki se velecvetna grašica pojavlja predvsem v vzhodnih in jugovzhodnih državah ZDA, v nekaterih tudi kot invazivna vrsta.
Velecvetna grašica raste v setu različnih habitatnih tipov, ki vključujejo tudi antropogensko spremenjene urbane predele. To stročnico je moč najti na raznih travnikih, v svetlih gozdovih, na poljih in vrtovih, pa tudi ruderalnih površinah. Redkeje raste v gorovjih, kjer se pojavlja le na nadmorskih višinah do 1800 metrov. Rastlina je generalist, vseeno pa ima najraje topla in osončena rastišča.
Na Rdečem seznamu IUCN ima drobnolistna grašica status najmanj ogrožene vrste, njena populacija pa je označena kot stabilna.